# Kruistocht in Burma
Kruistocht in Burma is een spionageroman van auteur Gérard de Villiers en het 98e deel uit de S.A.S.-reeks met als protagonist de Oostenrijkse prins en freelance CIA-agent Malko Linge.

De ligging van Myanmar (het voormalige Birma) in Azië.

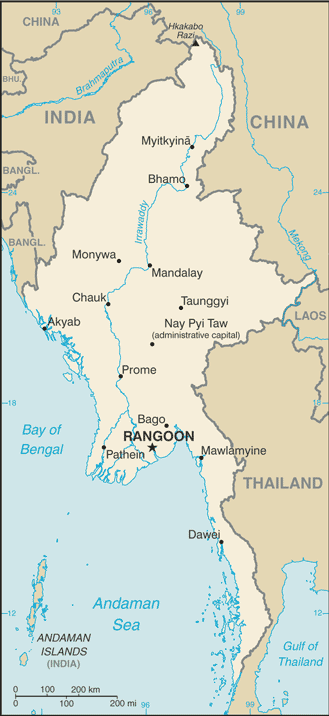
Een overzichtskaart van Myanmar.

## Het verhaal
De burgerbevolking van Birma probeert zich los te rukken van het dictatoriale militaire schrikbewind van generaal Ne Win, hierbij aangestuurd door studenten.
Deze opstand laat het regime niet over zijn kant gaan en het leger doodt hierbij meer dan 3000 mensen. De studentenleiders duiken onder en vragen de Verenigde Staten om hulp. Malko wordt door de CIA naar Birma gezonden om te onderzoeken hoe het regime omver geworpen kan worden om uiteindelijk een democratisch land te vestigen.

## Personages
- Malko Linge, een Oostenrijkse prins en CIA-agent;